# Pfandbrief

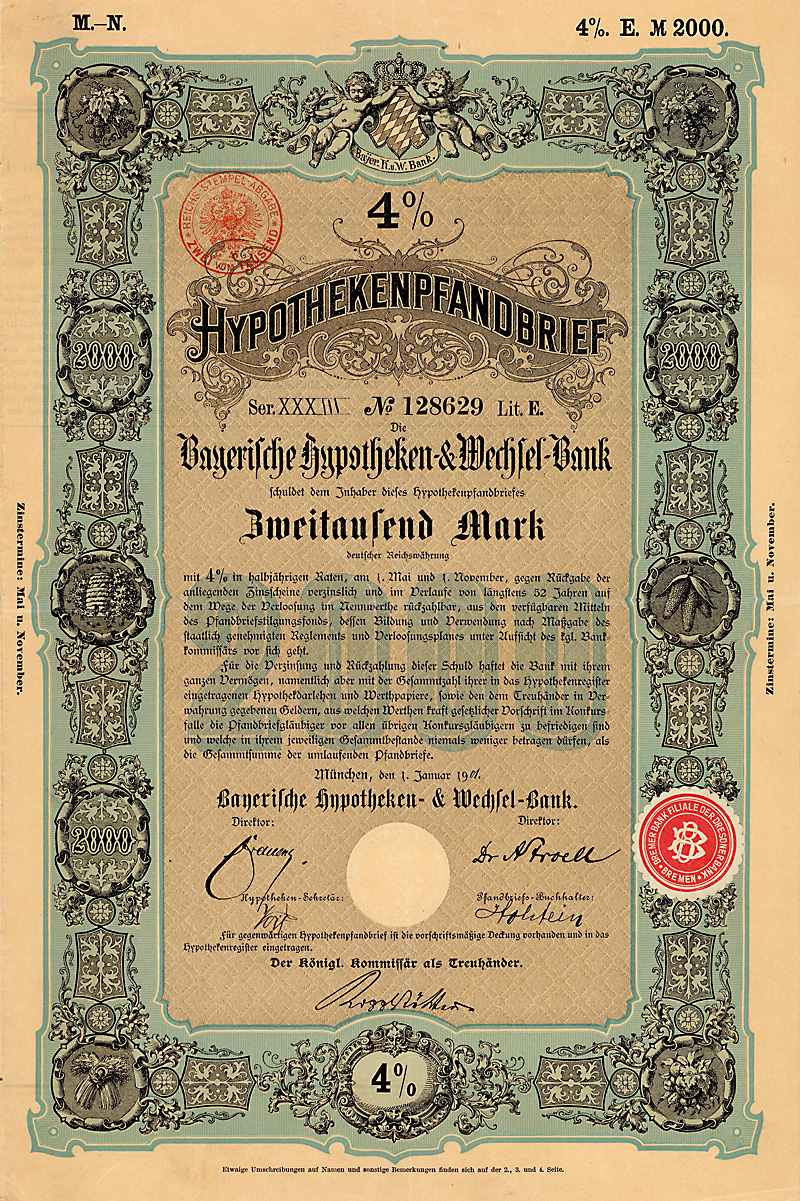
Pfandbrief über 2000 Mark der Bayerischen Hypotheken- und Wechsel-Bank vom 1. Januar 1901

Ein Pfandbrief ist eine von einer Pfandbriefbank oder Hypothekenbank ausgegebene Anleihe, ausgestattet mit einer gesetzlich vorgeschriebenen Art der Besicherung.

## Allgemeines

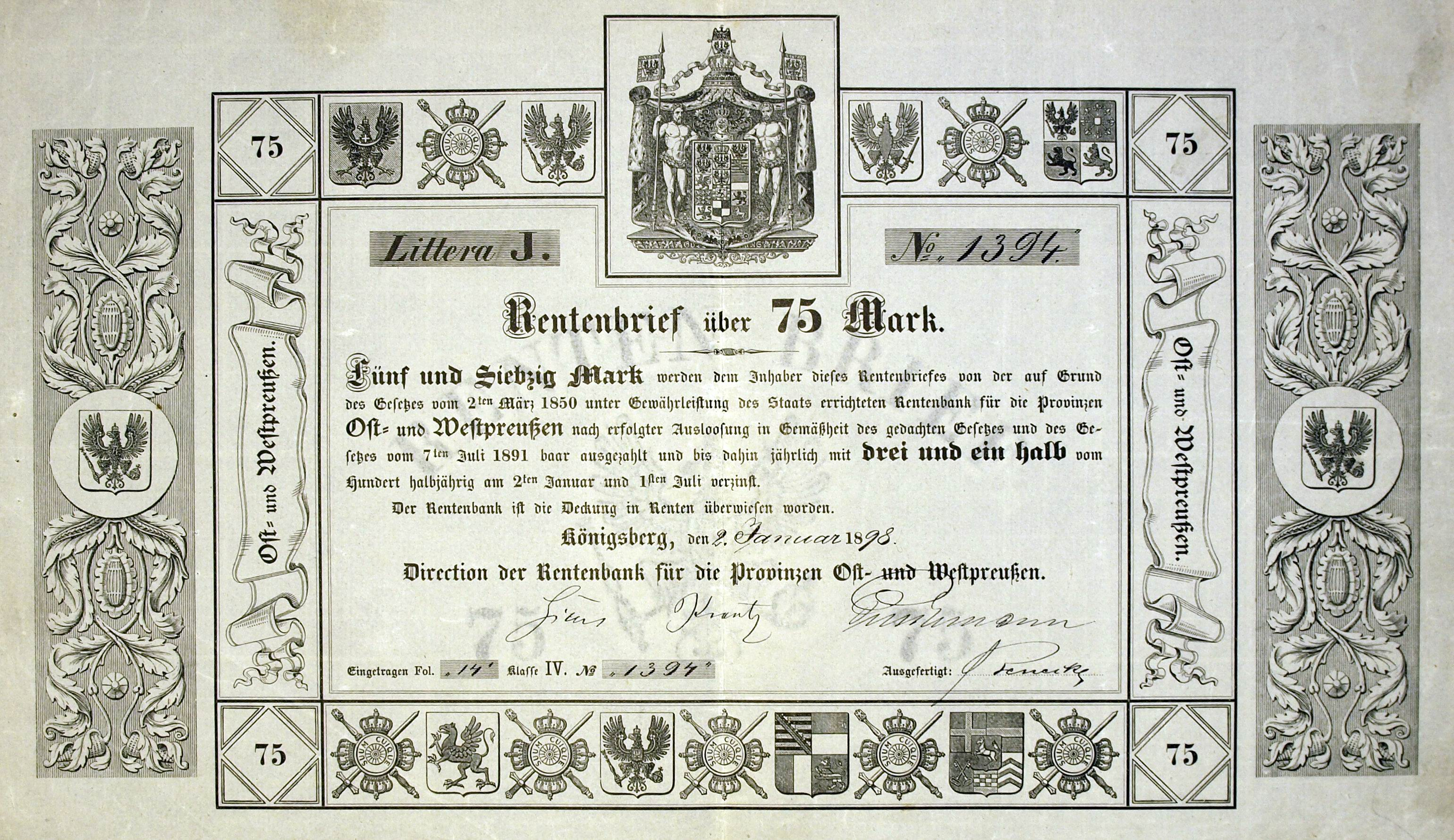
Rentenbrief über 75 Mark der Rentenbank für die Provinzen Ost- und Westpreußen vom 2. Januar 1898

Das Kompositum setzt sich aus „Pfand“ und „Brief“ zusammen. Pfand geht wohl auf das altfranzösische paner („wegnehmen“) zurück und erschien im Althochdeutschen als „pfant“. Beim Pfand handelte es sich um das Recht des Kreditgebers, eine als Kreditsicherheit verpfändete Sache verwerten zu dürfen, wenn der Kreditnehmer nicht imstande war, den Kredit zurückzuzahlen. Der Brief war im Mittelalter häufig ökonomisches Dokument und Wertegarant, weshalb der kaufmännische Briefverkehr primär Handels- und Kapitalinteressen diente. Neben Geschäftsbriefen und Handelsbriefen etablierte sich der Wertbrief, an den heute Pfandbrief, Rentenbrief (durch Rentenschuld gedeckte Schuldverschreibung einer Rentenbank), Schuldbrief oder Wechselbrief erinnern.

## Geschichte

### Erste Formen in Mittelalter und Neuzeit
Mit Pfandbriefen (mittelhochdeutsch: „pfantbrief“) konnten vermögende Personen oder Städte im Mittelalter ihr Vermögen oder Einkommen ganz oder teilweise als Kreditsicherheit verpfänden, um Kredit zu erhalten. Die über diese Verpfändung ausgestellte Urkunde hieß Pfandbrief. Die Stadt Ulm verpfändete durch einen solchen Pfandbrief im Jahre 1378 ihre Einnahmen aus Stadttor-Zöllen von 1.800 Gulden an einen jüdischen Geldverleiher. Neben der Verpfändung von Einnahmen kam es auch zur Beleihung von Vermögen. So verpfändeten in Österreich die Herzöge Albrecht und Leopold ihr Schloss Hainburg im Jahre 1379 an Johann von Lichtenstein, worüber im November 1388 ein Pfandbrief ausgestellt wurde. Kaiser Sigismund gab am 10. Dezember 1421 dem österreichischen Herzog Albrecht einen Pfandbrief auf Budweis. Zu jener Zeit fungierte als Aussteller eines Pfandbriefs der Schuldner, der ihn unterzeichnete und seinem Gläubiger übergab. Als Gegenleistung zahlte dieser den pfandbrieflich gesicherten Kredit aus. Durch die Rückzahlung des Kredits konnte der Pfandbrief vom Gläubiger wieder ausgelöst (Auslösung), also zurückverlangt werden. Pfandbriefe konnten bereits mittels Orderklausel an andere Gläubiger übertragen werden.
Die preußische Hypotheken- und Konkursordnung von 14. April 1722 regulierte erstmals das Hypothekenwesen. Sie sah vor, dass bei jedem mit dem Hypothekenwesen befassten Gericht ein vollständiges Grund- und Hypothekenbuch eingerichtet werde, das alle Immobilien des Bezirks mit genauer Bezeichnung und Nummerierung enthalten sollte. Jedem Grundstück war der Name des Eigentümers, der Erwerbstitel und der Erstehungspreis beizufügen. Im April 1748 wurde das System der Gläubigerklassifikation mit Berücksichtigung des Verschuldungsgrundes beseitigt und durch ein reines Prioritätsprinzip nach dem Zeitpunkt der Eintragung ersetzt. Es kam nun wesentlich darauf an, dass der Hypothekengläubiger möglichst an erster Stelle eingetragen war.

### Moderne Pfandbriefe zur Finanzierung preußischer Güter
Eine „Cabinets-Ordre“ Friedrichs des Großen vom 29. August 1769 regelte erstmals die Ausgabe von Pfandbriefen. Mit der Schaffung der Landschaften – öffentlich-rechtliche Zwangsvereinigungen der adligen Großgrundbesitzer einer bestimmten Region – begann in Preußen im 18. Jahrhundert der Agrarkredit für Rittergutsbesitzer. Ihre Kreditgeber waren die Landschaften, die sich selbst durch Ausgabe von „landschaftlichen Pfandbriefen“ refinanzierten. Diese Pfandbriefe wurden in der Regel dem Kreditnehmer übergeben, der selbst einen Gläubiger suchen musste, dem er die Pfandbriefe gegen Bargeld übergeben konnte. König Friedrich II. erkannte im Juni 1770 als erste die Schlesische Landschaft an. Es handelte sich um eine Kreditanstalt, mit deren Hilfe die Rittergutsbesitzer zu 5 % verzinste Pfandbriefe ausgeben konnten. Mit der Verbreitung der Landschaften konzentrierte sich die Ausstellung der Pfandbriefe auf die Kreditgeber, vor allem Kaufleute und Bankiers, die ihrerseits Pfandbriefe ausgaben, um ihr Kreditgeschäft zu refinanzieren. Die Pfandbriefe auf dieser Grundlage stellten in mehrfacher Hinsicht eine Innovation dar und legten den Grundstein für das moderne Pfandbriefwesen in Deutschland. Im Gegensatz zu älteren Pfandbriefen handelte es sich nicht um Namens- sondern um Inhaberpapiere. Damit waren sie leicht übertragbar. Zudem waren sie zu relativ geringen Beträgen zwischen 20 und 100 Reichstalern gestückelt. Gläubiger besaßen kein Kündigungsrecht. Die Sicherung wurde vereinheitlicht: Das jeweilige Gut durfte nur bis zur Hälfte seines Werts beliehen werden und darüber hinaus sicherte die Gemeinschaft aller Landschaftsmitglieder die Beleihung ab und war auch zu Überwachung und Zwangsmaßnahmen gegen einzelne Gutsbesitzer berechtigt, falls diese die Zinsen nicht mehr bedienten. Auch die Eintragung in die Grundbücher wurde im Gegensatz zu früheren Formen gesetzlich einheitlich geregelt.
Das preußische Pfandbriefsystem etablierte sich in den folgenden Jahrzehnten als sehr sicheres Anlageinstrument, insbesondere nach dem Entstehen eines funktionierenden Börsenhandels mit den Papieren. Auf der Schuldnerseite wurde das mobilisierte Kapital weitgehend zweckgemäß für die Ausweitung der Wirtschaftskraft der einzelnen Güter verwendet. Vereinzelt kam es allerdings auch zu Spekulation, indem der Kredit aus den Pfandbriefen zum Aufkauf von Liegenschaften genutzt wurde, die dann vor allem der Ausgabe neuer Pfandbriefe dienten. Die Napoleonischen Kriege lösten eine erste Krise des Pfandbriefsystems aus. Die Kurse für die Papiere sanken, es kam zu Zinsausfällen und die Zahl der Zwangsversteigerung beliehener Güter stieg an. Das Pfandbriefsystem blieb aber insgesamt funktionsfähig und es kam nicht zu Kapitalverlusten der Anleger.
Im Rahmen der 1807 angestoßenen Ablösung der bäuerlichen Reallasten als Teil der Preußischen Reformen wurden landwirtschaftliche Rentenbriefe ausgegeben, die sich an den Pfandbriefen orientierten. Ausgebende Institute waren die neu gegründeten Bodenkreditanstalten. Diese Rentenbriefe waren in den folgenden Jahrzehnten zeitweise beliebter als Pfandbriefe. Insbesondere in Krisen wie dem Gründerkrach dienten sie Anlegern zur Absicherung von Mitteln, die sie aus Unternehmensaktien abzogen. In den 1880er Jahren wurden die klassischen Pfandbriefe auf geringere Zinsen konvertiert.

### Hypothekenbanken und Urbanisierung
Allmählich etablierten sich Banken, die sich ganz oder überwiegend mit dem Pfandbriefgeschäft befassten. Die im März 1856 gegründete Allgemeine Deutsche Credit-Anstalt in Leipzig übernahm 1858 die Funktion einer gemischten Hypothekenbank, im Dezember 1862 folgte die Hypothekenbank Frankfurt. Als 1864 die Bayerische Hypotheken- und Wechselbank das Recht zur Pfandbriefemission erhielt, wurde das bereits 1835 gegründete Institut zu einer gemischten Hypothekenbank. Von 1862 an waren in Deutschland binnen kurzer Zeit an die 30 Hypothekenbanken gegründet worden. Sie gewährten dem Grundbesitzer Hypothekendarlehen und refinanzierten sich durch die Ausgabe von Pfandbriefen. Die Geschäftstätigkeit war nur bei wenigen dieser Banken auf die erwähnten Sparten beschränkt, vielmehr ließen ihre Statuten weitere, zum Teil auch alle Arten von Bankgeschäften zu. Seit dem Jahre 1891 gibt es die Lombardfähigkeit des Pfandbriefs, wodurch sich der Pfandbrief für seinen Inhaber selbst zum Beleihungsobjekt entwickelte.
Die Gründung der Hypothekenbanken verlief in Wechselwirkung mit geänderten Finanzierungsaufgaben, für die Pfandbriefe eingesetzt wurden und die die Landschaften nur eingeschränkt abwickeln konnten. Dies betraf insbesondere den Städte- und vor allem Wohnungsbau vor dem Hintergrund einer voranschreitenden Urbanisierung im Rahmen der Industriellen Revolution in Deutschland. Für diesen nahmen gewerbliche Immobilieninvestoren eine wachsende Rolle ein. Insbesondere agierten zunehmend Terraingesellschaften, die vor allem den Kauf von größeren Baugrundstücken, die Bauplanung und Verkehrserschließung für ganze Stadtquartiere abwickelten und entweder die Grundstücke an Bauherren weiterverkauften oder Mietshäuser errichten ließen und diese an Investoren veräußerten oder auch im eigenen Bestand behielten, um Mieteinnahmen zu erzielen. Dieses Geschäftsmodell wurde mithilfe erheblicher Anteile von Fremdkapital betrieben. Dieses stellten wiederum Banken häufig über das Instrument des Pfandbriefs zur Verfügung. Insbesondere in den 1890er Jahren gründeten sich viele auf dieses Geschäftsmodell spezialisierte Banken, auch als Tochtergesellschaften bestehender Bankhäuser.
Bis 1897 stieg die Zahl der Pfandbriefbanken im Deutschen Reich auf 40 an. Zu diesem Zeitpunkt belief sich der Volumen der von ihnen emittierten Pfandbriefe und Kommunalobligationen auf 5,65 Milliarden Mark. Allerdings führten das ausgeweitete Pfandbriefwesen und die Konkurrenz unter den Pfandbriefbanken mehrfach zu Krisen. Unsichere Immobilienprojekte wurden gegen zu niedrige Zinsen beliehen und Immobilien zu hoch bewertet, um sich Wettbewerbsvorteile gegenüber anderen Banken zu sichern. Einen ersten großen Rückschlag erlitt das Pfandbriefwesen 1878/79 im Rahmen der Gründerkrise. Dabei blieb es aber lediglich bei Kursverlusten für Pfandbriefe und Bankaktien sowie bei Verlusten in den Bankbilanzen. Bei einer heftigeren Krise um die Jahrhundertwende herum kam es zur Reorganisation mehrerer Hypothekenbanken und im Fall der Deutschen Grundschuldbank im März 1901 zur Eröffnung des Konkurses und folgend zu Kapitalverlusten für Pfandbriefgläubiger.
Seit Januar 1900 beruht das Pfandbriefwesen auf dem Hypothekenbankgesetz, das die Emission und den Inhalt von Pfandbriefen umfassend regelte und auch als Reaktion auf die Krisen der Vorjahre erlassen worden war. Es führte das Spezialbankwesen ein, wonach Hypothekenbanken sich ausschließlich mit der Beleihung von Immobilien sowie der Kommunalfinanzierung und der Refinanzierung durch Pfandbriefe zu befassen hatten; andere Bankgeschäfte waren ihnen nicht erlaubt. Zudem musste jede Bank Treuhänder für die Pfandbriefgläubiger bestimmen, die wiederum von den Aufsichtsbehörden bestellt wurden. Die Gläubiger überwachten die ordnungsgemäße Eintragung aller Pfandbriefe in Register und die jederzeit ausreichende Deckung der Pfandbriefe. Dazu kamen strengere Vorschriften zur Bewertung von Immobilien und zur Deckung der ausgegebenen Pfandbriefe. Zudem erhielten Pfandbriefgläubiger eine bevorzugte Behandlung für den Fall eines Konkurses.
Tatsächlich führte die nun umfassende Regelung des Geschäftsmodells zu einer Marktstabilisierung, allerdings auch zu einer Dämpfung des Baugeschehens insbesondere in Berlin, da die Terraingesellschaften nicht mehr in dem Umfang wie zuvor durch Pfandbriefe finanziert wurden. Die Terraingesellschaften reagierten mit der Ausgabe eigener Finanzprodukte oder mit dem Bau für den eigenen Bestand, wodurch einige sich zu Wohnungsbaugesellschaften wandelten.
Im europäischen Ausland nahm in diesem Zeitraum die Vergabe von Pfandbriefen auf Grundstücke in Übersee einen erheblichen Aufschwung. Diese Papiere wurden mit deutlich höheren Verzinsungen als solche auf europäische Immobilien ausgegeben. Den deutschen Hypothekenbanken war das Auslandsgeschäfts hingegen mit dem Gesetz von 1899 untersagt. Dennoch erhöhte sich von 1900 bis 1913 der Pfandbriefumlauf der deutschen Institute von 6,36 auf 10,88 Milliarden Mark.
Im Dezember 1927 trat das ergänzende Öffentliche Pfandbriefgesetz in Kraft, das das Befriedigungsvorrecht der Pfandbriefgläubiger sicherte, im April 1943 sorgte das Schiffsbankgesetz für die Regulierung dieses Spezialzweigs der Grundpfandkredite.

### Pfandbriefe im 21. Jahrhundert
Diese Spezialvorschriften fasste das seit Juli 2005 geltende Pfandbriefgesetz (PfandBG) zusammen. Es favorisierte nicht mehr das Spezialbankprinzip, sondern ermöglicht allen Kreditinstituten die Emission von Pfandbriefen, wenn sie die gesetzlichen Voraussetzungen erfüllen. Außerdem führte das PfandBG eine Namensänderung in Pfandbriefbanken ein, während die bisherigen Hypothekenbanken ihre Bezeichnung behalten durften und ihre Banklizenz nach § 43 PfandBG in Verbindung mit § 32 KWG fortbesteht, ebenso die Fortgeltung der Geschäfte nach § 50 Abs. 2 PfandBG. Der Verband deutscher Pfandbriefbanken e. V. (vdp) hieß bis 2005 Verband deutscher Hypothekenbanken und vertritt heute 41 Mitgliedsinstitute. Als erste Geschäftsbank hat im August 2005 die SEB AG eine Lizenz der BaFin zur Emission von Pfandbriefen erhalten und daraufhin ihre bisherige Hypothekenbank mit dem Mutterinstitut verschmolzen.
Seit 1990 dienten deutsche Pfandbriefe europaweit als Muster bei der Änderung nationaler Rechtsordnungen, um ähnliche Finanzierungsinstrumente im Ausland zu etablieren.

## Arten
Es gibt Hypotheken-, Schiffs-, Flugzeug- und Öffentliche Pfandbriefe. Sie dienen der Refinanzierung von grundpfandrechtlich besicherten Hypothekendarlehen (Hypothekenpfandbriefe), Schiffshypotheken (Schiffspfandbriefe), Flugzeughypotheken (Flugzeugpfandbriefe) oder Kommunalkrediten (Öffentliche Pfandbriefe). Die Unterscheidung zwischen diesen Pfandbriefarten bezieht sich auf die Deckungsmasse der jeweiligen Pfandbriefart. Gibt eine Pfandbriefbank mindestens 2 Pfandbriefarten aus, so sind die Deckungsmassen voneinander zu trennen. Jumbo-Pfandbriefe gibt es seit Mai 1995, sie müssen ein Mindestemissionsvolumen von 1 Mrd. Euro erreichen. Pfandbriefe können als Inhaber-, Order- oder Namensschuldverschreibungen ausgegeben werden. Diese Arten wirken sich auf die Fungibilität der Pfandbriefe aus, wobei der Anteil der Namenspfandbriefe inzwischen bei 47 % aller Pfandbriefe liegt (April 2013).

## Rechtsfragen
Pfandbriefe sind Anleihen, die entsprechend ihrer Anleihebedingungen direkte, unbedingte und nicht nachrangige Verbindlichkeiten des Emittenten darstellen. Nach § 1 Abs. 1 Satz 2 Nr. 1–4 PfandBG ist die Bezeichnung als Pfandbrief, Hypotheken-, Schiffs- oder Flugzeugpfandbrief zwingend vorgeschrieben und geschützt. Pfandbriefe dürfen nur durch Kreditinstitute ausgegeben werden, die nach § 1 Abs. 1 Satz 2 Nr. 1a KWG das Pfandbriefgeschäft betreiben („Pfandbriefbanken“). Das wurde durch den Gesetzgeber im KWG ausdrücklich klargestellt.
Neben dem KWG gilt für Pfandbriefbanken das PfandBG. Nach § 1 Abs. 1 PfandBG besteht das Pfandbriefgeschäft aus der
- Ausgabe gedeckter Schuldverschreibungen auf Grund erworbener Hypotheken (§ 14 Abs. 1 PfandBG) unter der Bezeichnung Pfandbriefe oder Hypothekenpfandbriefe (englisch mortgage covered bonds),
- Ausgabe gedeckter Schuldverschreibungen auf Grund erworbener Forderungen gegen staatliche Stellen unter der Bezeichnung Kommunalobligationen/Kommunalschuldverschreibungen oder Öffentliche Pfandbriefe (englisch public sector covered bonds),
- Ausgabe gedeckter Schuldverschreibungen auf Grund erworbener Schiffshypotheken (§ 22 Abs. 2 PfandBG) unter der Bezeichnung Schiffspfandbriefe (englisch ship mortgage covered bonds),
- Ausgabe gedeckter Schuldverschreibungen auf Grund erworbener Registerpfandrechte nach § 1 des Gesetzes über Rechte an Luftfahrzeugen oder ausländischer Flugzeughypotheken (§ 26b Abs. 2 PfandBG) unter der Bezeichnung Flugzeugpfandbriefe (englisch airplane mortgage covered bonds).

Nach § 41 PfandBG genießen Pfandbriefe einen Bezeichnungsschutz.

## Kongruente Deckung
Die emittierten Pfandbriefe dienen der Refinanzierung des Aktivgeschäfts (gesetzlich „Deckungswerte“ genannt). Dabei müssen in der nominalwertigen, der barwertigen und der stressbarwertigen Deckung Mindestanforderungen an die Deckung eingehalten werden. Diese wird in Teilen nach den verschiedenen Bestandteilen der Deckung differenziert. Als Eselsbrücke für die „ordentliche Deckung“ kann man sich merken, dass „ein Pfandbrief dann ordentlich ist, wenn drin ist, was drauf steht“. Das bedeutet, dass die ordentliche Deckung bei Hypothekenpfandbriefen aus Hypothekendarlehen besteht, bei Schiffspfandbriefen aus Schiffsfinanzierungen und bei Flugzeugpfandbriefen aus Flugzeugfinanzierungen. Darüber hinaus gibt es noch die sogenannte „Weitere Deckung“, die für alle Pfandbriefgattungen aus Forderungen an Kreditinstituten bestehen kann. Bei allen Gattungen außer öffentlichen Pfandbriefen können Forderungen an definierte Staaten oder deren Stellen sowie Forderungen an einen definierten Kreis internationaler Organisationen und multilateralen Entwicklungsbanken in Deckung genommen werden.
Während die Begriffe der weiteren Deckung und der barwertigen sichernden Überdeckung gesetzlich definiert sind (Definition bei Hypothekenpfandbriefen siehe Überschrift zu § 19 PfandBG, bei Schiffspfandbriefen siehe Überschrift zu § 26 PfandBG und Flugzeugpfandbriefe siehe Überschrift zu 26f PfandBG, barwertige sichernde Überdeckung siehe § 4 Abs. 1 S. 2 PfandBG), gibt es für die ordentliche Deckung im Pfandbriefgesetz keine Legaldefinition. Diese wurde mit dem 5. Gesetz zur Änderung und Ergänzung des Hypothekenbankgesetzes (BGBl. I S. 81) in das Vorgängergesetz, das Hypothekenbankgesetz, eingeführt.
Nominalwertig muss der Anteil der ordentlichen Deckung bei Hypothekenpfandbriefen (§ 19 Abs. 1 Nr. 3 PfandBG i. V. m. § 4 Abs. 2 PfandBG), bei Schiffspfandbriefen (§ 26 Abs. 4 PfandBG i. V. m. § 4 Abs. 2 PfandBG) und bei Flugzeugpfandbriefen (§ 26f Abs. 4 PfandBG i. V. m. § 4 Abs. 2 PfandBG) mindestens 80 %, bei Öffentlichen Pfandbriefen mindestens 90 % des Umlaufs betragen (§ 20 Abs. 2 S. 1 Nr. 2 PfandBG i. V. m. § 4 Abs. 2 PfandBG). Darüber hinaus muss für alle Pfandbriefgattungen der Nominalbetrag aus der Summe von ordentlicher Deckung und weiterer Deckung dem Pfandbriefumlauf entsprechen (§ 4 Abs. 2 PfandBG).
Zwar steht beispielsweise für Hypothekenpfandbriefe für weitere Deckungswerte eine Obergrenze für die weitere Deckung von 20 % im Gesetz (§ 19 Abs. 1 Nr. 3 PfandBG), jedoch ist diese als Untergrenze der ordentlichen Grenze i.H.v. 80 % des Pfandbriefumlaufs zu verstehen. Ob als weitere Deckung 20 % oder 200 % gehalten werden, ist rechtlich solange irrelevant, solange maximal 20 % des Nominalbetrags der ordentlichen Deckung für die Einhaltung der Mindestanforderung der Deckung von 100 % substituiert werden. Implizit kann dies an den Regelungen zu den Transparenzangaben nach § 28 PfandBG erkennen, indem der Anteil der Forderungen auszuweisen ist, der die Begrenzungen des § 19 Abs. 1 PfandBG übersteigt (§ 28 Abs. 1 S. 1 Nr. 8 PfandBG).
Barwertig muss die sogenannte „barwertige sichernde Überdeckung“ mindestens 2 % des Pfandbriefumlaufs betragen (§4 Abs. 1 S. 2 PfandBG). Zusätzlich muss die Summe aus ordentlicher Deckung und weiterer Deckung in Summe barwertig und stressbarwertig dem Umlauf entsprechen (§ 4 PfandBarwertV i. V. m. § 4 Abs. 1 S. 1 PfandBG). Die barwertige sichernde Überdeckung muss aus hochliquiden Werten bestehen, die aus Forderungen an einen definierten Kreis von Notenbanken oder Kreditinstituten sowie an einen im Vergleich zur weiteren Deckung erheblich eingeschränkten Kreis an möglichen Schuldnern der öffentlichen Hand bestehen können (§ 4 Abs. 1 S. 2 PfandBG).
Als in Umlauf befindlich gilt ein Pfandbrief dann, wenn er vom Treuhänder ausgefertigt und der Pfandbriefbank übergeben wurde (§ 8 Abs. 3 PfandBG). Das bedeutet, dass der Treuhänder sich von der ausreichenden Deckung überzeugt und die Urkunde unterzeichnet hat, wobei ein Faksimile der Unterschrift reicht (§ 8 Abs. 1 S. 1 und 2 PfandBG). Als Deckungswerte kommen Immobilien/Schiffe/Flugzeuge in Frage, die nach § 14 PfandBG mit einer Beleihungsgrenze von maximal 60 % des Beleihungswerts beliehen wurden können.
Nach § 5 PfandBG ist von der Pfandbriefbank ein Deckungsregister zu führen, in das die Deckungswerte einschließlich Derivatsansprüche einzutragen sind. Es ist durch einen von der BaFin bestellten Treuhänder zu überwachen, wobei für jede Pfandbriefbank ein Treuhänder und mindestens ein Stellvertreter zu bestellen ist (§ 8 PfandBG). Deckungswerte sind Grundpfandrechte (Hypotheken, Grundschulden und Sicherungsgrundschulden nach § 18 Abs. 1 PfandBG) auf Wohn- oder Gewerbeimmobilien, Forderungen gegen staatliche Stellen (Kommunalkredite), Schiffshypotheken und Flugzeughypotheken. Im Deckungsregister eingetragene Grundpfandrechte sind aus Sicht des Pfandbriefgläubigers nach § 47 InsO aussonderungsberechtigt (§ 30 PfandBG).

## Bilanzierung
Die Bankbilanzierung sieht für die ausgebende Pfandbriefbank einen gesonderten Ausweis von Pfandbriefen gegenüber anderen Verbindlichkeiten vor. Nach § 22 RechKredV sind in Verkehr gebrachte Pfandbriefe bei der Pfandbriefbank als „verbriefte Verbindlichkeiten“ zu passivieren, wenn es sich um Inhaber- und Orderpfandbriefe handelt (§ 22 Abs. 1 RechKredV). Namenspfandbriefe sind nach § 21 Abs. 1 und 2 RechKredV unter den Verbindlichkeiten gegenüber Kreditinstituten oder Kunden auszuweisen.

## Sicherheit
Pfandbriefkäufer halten meist die Pfandbriefe bis zu deren Fälligkeit im Wertpapierdepot – sie verfolgen also die als „englisch buy and hold“ bezeichnete Anlagestrategie. Pfandbriefe gehören gemäß § 1807 Abs. 1 Nr. 4 BGB zu den Mündelgeldern, sind also mündelsicher und deckungsmassenfähig. Im Gegensatz zu forderungsbesicherten Wertpapieren (englisch asset-backed securities, ABS) haftet zusätzlich die emittierende Bank mit ihrem gesamten Vermögen. Durch diese doppelte Haftung werden Fehlanreize vermieden, die bei ABS entstehen können und als Mitursache der Subprime-Krise gelten. Die letzte Insolvenz einer Pfandbriefbank datiert auf das Jahr 1901. Aus Anlegersicht ist bislang noch kein Pfandbrief ausgefallen.
Pfandbriefe weisen eine höhere Rendite als Bundesanleihen vergleichbarer Ausstattung auf. Diese Renditedifferenz ist auf den ersten Blick überraschend, da die Ausfallwahrscheinlichkeit des Pfandbriefes in etwa der einer Bundesanleihe entsprechen dürfte. Allerdings hat der Vergleich der Ausfallwahrscheinlichkeiten mangels historischer Ausfallreihen eine hohe subjektive Komponente; während bei Bundesanleihen die Öffentliche Hand der Emittent ist, kommen die Pfandbriefemittenten aus dem Bankensektor. Zudem bemisst die Renditedifferenz nicht ausschließlich, wie der Kapitalmarkt die Ausfallwahrscheinlichkeiten einschätzt. Vielmehr spielen auch unternehmens- und anleihespezifische Risiken sowie Marktrisiken eine Rolle. Auch die Liquidität des Pfandbriefs im Vergleich zu Bundesanleihen wirkt sich aus.
Wie bei allen Emissionen unterscheiden Ratingagenturen auch bei Pfandbriefen zwischen dem Emittentenrating (der Pfandbriefbank) und dem Emissionsrating (des Pfandbriefes selbst). Aufgrund des gedeckten Charakters eines Pfandbriefes ist das Rating des Pfandbriefes regelmäßig mindestens gleich gut. Die Ratingagenturen erachten allerdings den gesetzlichen Schutz des Pfandbriefs allein betrachtet als nicht ausreichend, um Pfandbriefe generell mit der Bonität von Bundesanleihen gleichzusetzen.

## Risiken
Bei Pfandbriefen gibt es für den Anleger vier wesentliche Risiken, die auch kumulativ auftreten können.
- Kreditrisiko: Es tritt ein, wenn der Anleiheschuldner Zinszahlung oder Tilgung ganz oder teilweise nicht erbringen kann. Dieses Gläubigerrisiko ist bei gedeckten Anleihen wie Pfandbriefen und Kommunalobligationen zwar niedriger, aber nicht vollständig eliminiert.
- Zinsänderungsrisiko: Dieses Risiko tritt für den Anleger ein, wenn das aktuelle Zinsniveau die Rendite (näherungsweise auch: den Nominalzinssatz) während der Laufzeit der Anleihe übersteigt.
- Kursrisiko: Es entsteht für Anleger, aus deren Sicht die Anleihewährung eine Fremdwährung ist, wenn der Devisenkurs während der Laufzeit der Anleihe unter den ursprünglichen Anschaffungskurs fällt.
- Inflationsrisiko: Dieses Risiko tritt ein, wenn die Inflation während der Laufzeit der Anleihe höher als erwartet ausfällt. Es ist die Unsicherheit über die reale Höhe der zukünftigen Auszahlungen. Es ist vom Zinsänderungsrisiko getrennt zu bewerten, weil der Fisher-Effekt nur langfristig empirisch nachweisbar ist. Bei inflationsindexierten Anleihen ist dieses Risiko ausgeschaltet.

Diese Risiken führen zu der Einordnung einer Anleihe in eine bestimmte Risikoklasse.

## Bedeutung
Für deutsche Hypotheken- und Pfandbriefbanken stellen Pfandbriefe mit 70 % der Bilanzsumme das wichtigste Refinanzierungsinstrument dar.
Gemessen am Umlaufvolumen ist der Markt für deutsche Pfandbriefe innerhalb des weltweiten Covered-Bond-Markts mit einem Anteil von 16 % im Dezember 2014 das größte Segment, gefolgt von Dänemark (mit einem Marktanteil von 15 %), Frankreich (13 %), Spanien (12 %) und Schweden (8 %). Zusammen repräsentieren diese fünf Marktsegmente 65 % des gesamten Umlaufvolumens. Etliche Marktteilnehmer am europäischen Markt für Covered Bonds haben sich im European Covered Bond Council zusammengeschlossen.

## Verband deutscher Pfandbriefbanken
Die deutschen Pfandbriefbanken haben sich im Verband deutscher Pfandbriefbanken (vdp) zusammengeschlossen. Der Verband deutscher Pfandbriefbanken vertritt derzeit mehr als 40 Institute.